# مسجد برمنغهام المركزي
مسجد برمنغهام المركزي (بالإنجليزية: Birmingham Central Mosque)‏، هو مسجد ومجمع إسلامي يقع في منطقة هاي جيت (برمنغهام) [الإنجليزية] في برمنغهام بإنجلترا، المملكة المتحدة. وهو أحد أكبر المجامع الإسلامية في أوروبا.

## وصلات خارجية
- موقع مسجد برمنغهام المركزي.
- Birmingham Central Mosque بي بي سي.
- "Public urged to tour city mosque"